# Grupo de Praxias
El Grupo de Praxias fue un grupo de pintores etruscos de vasos del estilo de las pseudo-figuras rojas.
Este grupo decoraba principalmente ánforas panzudas, ánforas de cuello, estamnos, pélices, cráteras, hidrias, jarras y cántaros de una sola asa. La mayoría de las piezas supervivientes del grupo fueron encontradas en Vulci, donde también se sospecha que estaba el taller del grupo alrededor de su representante más importante, el Pintor Praxias. Las formas de los vasos así como las técnicas de pintura hablan por sí mismas. Las pinturas del grupo están basadas en la mitología griega, pero no siempre se pueden asignar claramente a los mitos griegos. Es posible que solo se imiten las formas, pero no los temas de la pintura. Las obras están datadas en el segundo cuarto del siglo V a. C. y fueron así los primeros etruscos en adoptar la técnica ática de las figura rojas.